# Ньюарк-хаузес

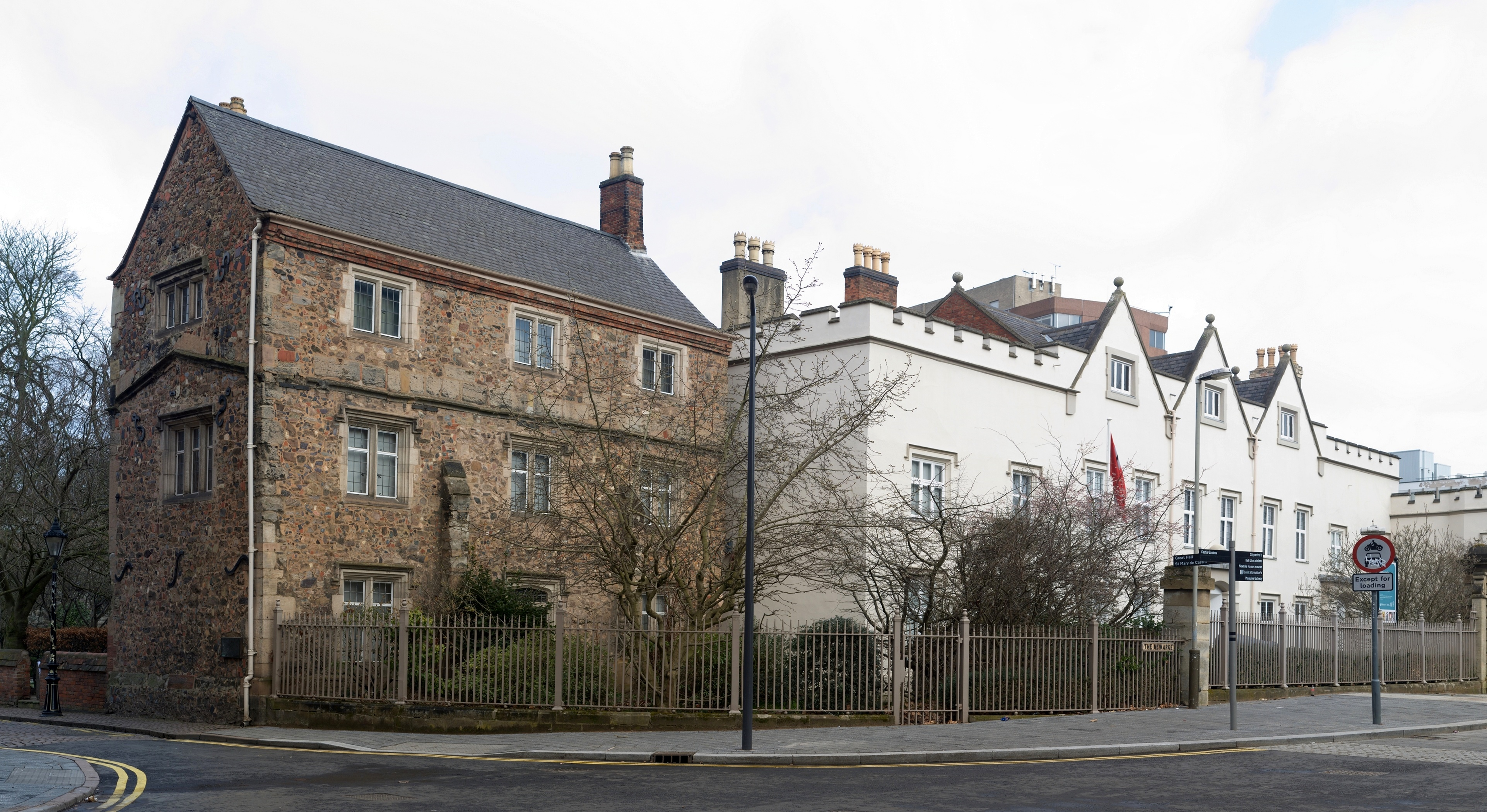
Исторические здания лестерского музея Ньюарк-хаузес: заупокойная капелла Уильяма Уиггестона (слева), особняк Скеффингтон-хаус (справа)

Нью́арк-ха́узес (англ. Newarke Houses Museum) — публичный музей в Лестере (Лестершир, Англия, Великобритания). Включает в свой состав музей Королевского Лестерширского полка. Занимает два исторических здания: заупокойную капеллу лестерского торговца шерстью и благотворителя Уильяма Уиггестона (построена около 1511) и особняк XVII века Скеффингтон-хаус (англ. Skeffington House).